# Beach House (album)
Beach House je debutové album baltimorského dream popového dua Beach House, které bylo vydáno 3. října 2006. Album je zahrnuto serverem Pitchwork do seznamu nejlepších alb roku 2006.
Server Pitchfork napsal, že toto album evokuje "pouťový valčík, tajemné ukolébavky a lesní hymny" a přirovnal tvorbu tohoto dua ke kapelám Mazzy Star, Galaxie 500, Spiritualized a Slowdive.
Bylo vylisováno pouze 1 100 bílých vinylových desek. Posléze byla vydána reedice alba na černých vinylových deskách.

## Kontroverze písně "Lovelier Girl"
Velkým svárem byla autorská práva k písni "Lovelier Girl" – původními autory této skladby (hudba i text) byla skupina Tony, Caro and John, kteří ji nazvali "The Snowdon Song". Píseň je až na změnu názvu identická s původní verzí, ačkoliv jejím původním autorům nebyla práva k této skladbě uznána. Tony Dore ze skupiny Tony, Caro and John se k tomu vyjádřil takto: "Victoria a Alex nikdy naše autorství nezpochybňovali, ale budeme s nimi ještě muset vyřešit naše zásluhy a kredity k této písni." 

## Seznam skladeb
| Pořadí         | Název                                                                                   | Délka |
| -------------- | --------------------------------------------------------------------------------------- | ----- |
| 1.             | Saltwater                                                                               | 2:55  |
| 2.             | Tokyo Witch                                                                             | 3:42  |
| 3.             | Apple Orchard                                                                           | 4:31  |
| 4.             | Master of None                                                                          | 3:19  |
| 5.             | Auburn and Ivory                                                                        | 4:30  |
| 6.             | Childhood                                                                               | 3:35  |
| 7.             | Lovelier Girl (předělávka písně "The Snowdon Song" od skupiny Tony, Caro and John)      | 3:02  |
| 8.             | House on the Hill                                                                       | 3:14  |
| 9.             | Heart and Lungs (obsahuje skrytou skladbu "Rain in Numbers", která začíná od času 5:25) | 7:50  |
| Celková délka: | Celková délka:                                                                          | 36:38 |

## Obsazení
- Alex Scally – kytara, klávesy, bubny
- Victoria Legrand – zpěv, varhany